# 라톨두스 로타링기아이
라톨드(Ratold) 또는 라톨도(Ratoldo, 889년 – 929년)는 동프랑크 왕국의 왕족이자 이탈리아의 왕이었다. 896년 일시적으로 이탈리아의 왕으로 있다가 축출되었다. 동프랑크의 아르눌프의 서자이자 츠벤티볼트의 형제였다. 케른텐의 라톨드, 로타링기아의 라톨드(Ratoldo di Lotaringia) 또는 이탈리아의 라톨드 등으로 부른다.
896년 아버지 아르눌프의 이탈리아 원정을 수행하였고 그해 이탈리아의 분봉왕으로 임명했으나 람베르토 2세의 군사에 패퇴해 동프랑크로 되돌아왔다.

## 생애
라톨드는 889년에 바이에른에서 태어났으며 동프랑크의 왕 아르눌프의 서자로 츠벤티볼트와는 동복 형제로 추정된다. 작센 족 역사가 풀다의 연대기에 의하면 츠벤티볼트나 라톨드는 모두 서자라고 기록되어 있다. 그러나 생모가 누군지는 기록해놓지 않았다.
889년에 아버지 아르눌프는 정실 왕비에게서 아들이 여왕에게 태어나지 않는다면 츠벤티볼트와 라톨드를 자신의 상속인으로 인정하라고 동프랑크의 귀족들을 설득했다. 그러나 귀족들은 별 호응이 없었다. 일설에는 아르눌프는 동프랑크 왕국을 내버려두고 츠벤티볼트에게는 로타링기아를, 라톨드에게는 이탈리아를 물려줄 계획이었다고도 한다.
894년 아버지 아르눌프가 교황의 청으로 군사를 일으켜 로마로 입성, 파비아에서 스폴레토 공작가를 물리치고 제관과 이탈리아의 왕관을 얻었다.
바로 아버지 아르눌프는 알프스산맥을 넘어 동프랑크로 되돌아갔다. 896년 라톨드는 부왕으로부터 이탈리아의 분봉왕으로 임명되어 프리울리 후작 베렌가르와 함께 밀라노에 체류하였다. 그러나 그의 영향은 밀라노 왼쪽과 알프스산맥 근처에 한정되었다. 한편 이탈리아의 롬바르디아인들은 그의 이름을 그의 형제의 이름처럼 슬라브족의 이름에서 유래한 것이 아니냐는 의혹을 제기하기도 했다. 그해 람베르토 2세가 다시 이탈리아를 장악했다. 그는 람베르토 2세의 군사에 패퇴해 동프랑크로 되돌아왔다.
929년에 사망했다. 아들은 에베르스부르크 백작 아달베르토 5세(Adalbert V van Ebersberg)였고, 그의 직계는 손자 울리히의 대에 단절된다.

## 가족 관계
- 아버지 : 아르눌프(Arnulf, 850년 - 899년)
  - 형 또는 이복 형 : 츠벤티볼트(Zwentivold, 870년 - 900년)
    - 조카 : 고드프리(Godfrey), 팔라틴 백작

  - 누이 : 글리스무트(Glismut) 또는 글리스모트
  - 매부 : 프랑켄 공 콘라트(Conrad von Franken)
    - 외조카 : 콘라두스 1세(Conrad I, 890년 - 918년)

  - 이복 동생 루트비히 유아왕(Louis IV the Child, 893년 - 911년)
- 부인 : 안더흐의 힐린가르트(Helingarde De Andechs, 880년 - ?), 안더흐의 시기하르트(Sigihard de andechs)의 딸
  - 아들 : 에베르스부르크 백작 아달베르토 5세(Adalbert V van Ebersberg, 907년 - 970년 9월 11일)
  - 며느리 : 리트가르트(Luigarde)
    - 손녀딸 : 에베르스부르크의 하데무트(Hadamut van Ebersberg, 945/950 - 1013)
    - 손자 : 케른텐 공작 울리히 1세(Ulrich I van Karinthië, 935년 - 1029년 3월 11일)
    - 손녀딸 : 리우트가르트(Luitgard, ? - 970년)
    - 손녀딸 : 게르투르디스(Gertrudis, ? - ?)

## 같이 보기
- 아르눌프
- 루트비히 4세
- 츠벤티볼트
- 람베르토 2세